# Mối thù
Mối thù hay trong trường hợp nghiêm trọng hơn gọi là nợ máu, thù phải trả, cuộc chiến gia tộc, chiến tranh băng đảng,.v.v. là một cuộc tranh cãi hoặc chiến đấu dài dăng dẳng, thường xảy ra giữa các nhóm xã hội, đặc biệt là gia đình hoặc thị tộc. Mối thù bắt đầu bởi vì một bên (đúng hay sai) tự nhận thức rằng mình đã bị tấn công, xúc phạm, xử sai trái hoặc bị tổn thương bởi người khác. Cảm giác phẫn uất mãnh liệt gây ra hành động trả thù, khiến bên kia cảm thấy đau khổ và báo thù lại như nhau. Tranh chấp sau đó được thúc đẩy bởi sự oan oan tương báo kéo dài. Cái vòng khiêu khích và trả thù liên tục này khiến việc chấm dứt mối thù một cách hòa bình là vô cùng khó khăn. Mối thù thường liên quan đến các thành viên gia đình hoặc người của một bên ban đầu, có thể kéo dài qua nhiều thế hệ và có thể dẫn đến các hành vi bạo lực nghiêm trọng. Chúng có thể được hiểu là sự bộc phát quá mức của các mối quan hệ xã hội dựa trên danh dự gia đình.

## Nợ máu
Đây là trường hợp nghiêm trọng nhất của mối thù. Nợ máu là một vòng oan oan tương báo không dứt, khi mà một người có người thân hoặc cộng sự nào đó của họ bị giết, bị đối xử sai trái hoặc bị làm nhục và họ tìm cách báo thù bằng cách giết chết hoặc trừng phạt thân xác thủ phạm hoặc người thân của kẻ đó.
Nho giáo ủng hộ "trả thù huyết thống", là sự trả thù khi thân sinh bị giết hại, Khổng Tử, Mạnh Tử đều ủng hộ. Tuy vậy, nhà Tây Hán của Trung Quốc không chấp nhận sự trả thù này, thời Hán Cảnh Đế, một chàng trai đã giết chết mẹ kế vì bà giết chết cha ruột, cuối cùng chàng trai bị pháp luật kết án tử hình theo kiểu giết người thông thường. Nhưng điều này đảo ngược vào thời Đông Hán, rồi lại bị cấm dưới thời nước Ngụy của Tam Quốc và nhà Đường. Vào thời nhà Tống thì cách trả thù này được xem xét giảm nhẹ.
Nhưng đến thời nhà Thanh, thì hoàng đế khoan dung hơn khi biết kẻ giết người là để trả thù cho cha mẹ của họ. Thời Ung Chính, một sắc lệnh đã được ban hành nếu một người trả thù cho cha mẹ vì cha mẹ bị giết, bất kể họ có báo cáo với quan chức hay không, tất cả đều chỉ bị kết án tù.

### Sách tiếng Trung
- Hoắc Tồn Phú (霍存福)(2005), Phục thù và báo ứng: Giải thích văn hóa về các khái niệm pháp lý của Trung Quốc (报复刑、报应说——中国人法律观念的文化解说), Nhà xuất bản Nhân dân Cát Lâm.